# Бероя (нимфа)
Бероя — в древнегреческой мифологии нимфа, дочь Афродиты и Адониса, сестра Голгоса. За ней ухаживали боги Дионис и Посейдон, и в конечном итоге она вышла замуж за Посейдона. Бероя была смертной, но её красоту часто сравнивали с красотой богини.
При рождении Берои акушером выступил Гермес (в качестве второй акушерки упоминается и Фемида). Дева Астрея (покровительница юстиции) кормила её грудью. Она сообщила младенцу нормы права, давала Берое мёд и обмывала её священной водой. Когда нимфа выросла, она стала общепризнанной красавицей. Эрос (Эрот) дважды поразил её стрелами (или же он поразил стрелами любви к ней как Диониса, так и Посейдона). В результате, из-за любви нимфы возникло соперничество. Тем не менее, Зевс принял решение в пользу Посейдона.
Бероя никогда не носила украшений и не наносила макияж, а также никогда не смотрелась в зеркало.

## Отражение в культуре
Город Беритос, сегодняшний Бейрут, в эллинистический период носил имя Берое. Также с её именем связана существовавшая там в античности юридическая школа.